# إدوارد كيلي (سياسي)
إدوارد كيلي (بالإنجليزية: Edward Kelly)‏ هو فلاح وسياسي أيرلندي، ولد في 6 أكتوبر 1883، وتوفي في 23 أبريل 1972. حزبياً، نشط في فيانا فايل. في 1954 Irish general election ‏، انتخب نائب دييل عن دائرة Monaghan (Dáil constituency) ‏ وقد انضم خلال فترته النيابية ‏ (2 يونيو 1954 – 13 ديسمبر 1956) للكتلة البرلمانية فيانا فايل.